# Brachionidium alpestre
Brachionidium alpestre är en orkidéart som beskrevs av Carlyle August Luer och Roberto Vásquez. Brachionidium alpestre ingår i släktet Brachionidium och familjen orkidéer.
Artens utbredningsområde är Bolivia. Inga underarter finns listade i Catalogue of Life.